# اهداکنندگان مغز استخوان در سراسر جهان
بانک اهدا کنندگان مغزاستخوان در سراسر جهان (Bone Marrow Donors Worldwide) یک سازمان مستقر در لیدن، هلند است، که جمع آوری کننده مجموعه‌ای از اطلاعات فنوتیپ HLA و سایر اطلاعات مربوط به داوطلبان اهدا کنندگان سلول‌های خونساز و واحدهای خون بند ناف از طریق موسسات محلی می‌باشد.
اعضاء BMDW (تا ژوئن ۲۰۱۲) شامل ۶۶ بانک سلول خونساز از ۴۸ کشور، و ۴۷ بانک خون بند ناف از ۳۱ کشور هستند. با در نظر گرفتن تمامی این اطلاعات ثبت شده در کنار یکدیگر، پایگاه داده BMDW شامل اطلاعات تقریباً ۲۰ میلیون اهدا کنندگان سلول‌های بنیادی و ۵۵۰،۰۰۰ اهدا کننده واحد خون بند ناف است که آن را به بزرگترین پایگاه جهانی داده در این زمینه تبدیل کرده است.
برای شرکت داوطلبانه در این پروژه می بایست با تماس با بانک خون های محلی که در سایت این موسسه مشخص شده اقدام به شرکت در آزمایش های مربوطه نمود.